# Heracles Almelo
Heracles Almelo (normalt bare kendt som Heracles) er en hollandsk fodboldklub fra Almelo. Klubben spiller i den bedste række, Æresdivisionen. Heracles Almelo blev stiftet den 3. maj 1903, og spiller sine hjemmekampe på Erve Asito (tidl. Polman Stadion) hvor der er plads til ca. 13500 tilskuere.

## Titler
- Ingen

## Kendte spillere
- Henk ten Cate
- Rob Friend
- Kai Michalke
- Martin Pieckenhagen

## Danske spillere
- Martin Christensen